# وايت هورس (يوكون)
وايت هورس(الحصان الأبيض) هي عاصمة مقاطعة يوكون الكندية، يبلغ عدد سكانها 23,276 نسمة حسب تعداد عام 2011. وهي أكبر مدن يوكون أمبر مدن شمال كندا

## المناخ
يظهر الجدول التالي التغييرات المناخية على مدار السنة لوايت هورس:
| البيانات المناخية لـوايت هورس                | البيانات المناخية لـوايت هورس | البيانات المناخية لـوايت هورس | البيانات المناخية لـوايت هورس | البيانات المناخية لـوايت هورس | البيانات المناخية لـوايت هورس | البيانات المناخية لـوايت هورس | البيانات المناخية لـوايت هورس | البيانات المناخية لـوايت هورس | البيانات المناخية لـوايت هورس | البيانات المناخية لـوايت هورس | البيانات المناخية لـوايت هورس | البيانات المناخية لـوايت هورس | البيانات المناخية لـوايت هورس |
| الشهر                                        | يناير                         | فبراير                        | مارس                          | أبريل                         | مايو                          | يونيو                         | يوليو                         | أغسطس                         | سبتمبر                        | أكتوبر                        | نوفمبر                        | ديسمبر                        | المعدل السنوي                 |
| -------------------------------------------- | ----------------------------- | ----------------------------- | ----------------------------- | ----------------------------- | ----------------------------- | ----------------------------- | ----------------------------- | ----------------------------- | ----------------------------- | ----------------------------- | ----------------------------- | ----------------------------- | ----------------------------- |
| الدرجة القصوى قرينة الرطوبة                  | 9.5                           | 11.1                          | 11.7                          | 21.6                          | 33.6                          | 33.3                          | 33.6                          | 31.9                          | 25.2                          | 19.0                          | 11.1                          | 9.2                           | 33.6                          |
| الدرجة القصوى °م (°ف)                        | 10.0 (50.0)                   | 11.7 (53.1)                   | 16.8 (62.2)                   | 21.8 (71.2)                   | 34.1 (93.4)                   | 34.4 (93.9)                   | 33.2 (91.8)                   | 31.6 (88.9)                   | 26.7 (80.1)                   | 19.3 (66.7)                   | 13.3 (55.9)                   | 10.6 (51.1)                   | 34.4 (93.9)                   |
| متوسط درجة الحرارة الكبرى °م (°ف)            | −11.0 (12.2)                  | −7.7 (18.1)                   | −0.7 (30.7)                   | 6.6 (43.9)                    | 13.5 (56.3)                   | 19.1 (66.4)                   | 20.6 (69.1)                   | 18.5 (65.3)                   | 12.1 (53.8)                   | 4.2 (39.6)                    | −6.0 (21.2)                   | −8.5 (16.7)                   | 5.1 (41.2)                    |
| المتوسط اليومي °م (°ف)                       | −15.2 (4.6)                   | −12.7 (9.1)                   | −6.3 (20.7)                   | 1.0 (33.8)                    | 7.3 (45.1)                    | 12.3 (54.1)                   | 14.3 (57.7)                   | 12.6 (54.7)                   | 7.2 (45.0)                    | 0.5 (32.9)                    | −9.4 (15.1)                   | −12.5 (9.5)                   | −0.1 (31.8)                   |
| متوسط درجة الحرارة الصغرى °م (°ف)            | −19.2 (−2.6)                  | −17.6 (0.3)                   | −11.9 (10.6)                  | −4.6 (23.7)                   | 1.0 (33.8)                    | 5.6 (42.1)                    | 8.0 (46.4)                    | 6.7 (44.1)                    | 2.1 (35.8)                    | −3.2 (26.2)                   | −12.9 (8.8)                   | −16.5 (2.3)                   | −5.2 (22.6)                   |
| أدنى درجة حرارة °م (°ف)                      | −56.1 (−69.0)                 | −51.1 (−60.0)                 | −42.2 (−44.0)                 | −30.6 (−23.1)                 | −12.9 (8.8)                   | −6.1 (21.0)                   | −2.2 (28.0)                   | −8.3 (17.1)                   | −19.4 (−2.9)                  | −31.1 (−24.0)                 | −47.2 (−53.0)                 | −48.3 (−54.9)                 | −56.1 (−69.0)                 |
| أدنى درجة حرارة تبريد الرياح                 | −61                           | −62                           | −47                           | −35                           | −19                           | −6                            | 0                             | −6                            | −21                           | −37                           | −51                           | −59                           | −62                           |
| الهطول مم (إنش)                              | 17.8 (0.70)                   | 11.8 (0.46)                   | 10.3 (0.41)                   | 7.0 (0.28)                    | 16.3 (0.64)                   | 32.4 (1.28)                   | 38.1 (1.50)                   | 35.8 (1.41)                   | 33.3 (1.31)                   | 23.2 (0.91)                   | 20.1 (0.79)                   | 16.3 (0.64)                   | 262.3 (10.33)                 |
| معدل هطول الأمطار مم (إنش)                   | 0.3 (0.01)                    | 0.0 (0.0)                     | 0.0 (0.0)                     | 1.2 (0.05)                    | 14.3 (0.56)                   | 32.4 (1.28)                   | 38.1 (1.50)                   | 35.5 (1.40)                   | 29.0 (1.14)                   | 8.8 (0.35)                    | 1.0 (0.04)                    | 0.4 (0.02)                    | 160.9 (6.33)                  |
| متوسط تساقط الثلوج سم (إنش)                  | 25.4 (10.0)                   | 18.3 (7.2)                    | 14.8 (5.8)                    | 7.2 (2.8)                     | 2.0 (0.8)                     | 0.0 (0.0)                     | 0.0 (0.0)                     | 0.3 (0.1)                     | 4.7 (1.9)                     | 18.6 (7.3)                    | 27.0 (10.6)                   | 23.5 (9.3)                    | 141.8 (55.8)                  |
| متوسط أيام هطول الأمطار (≥ 0.2 mm)           | 11.2                          | 8.3                           | 6.4                           | 4.4                           | 8.0                           | 10.9                          | 13.5                          | 12.5                          | 11.9                          | 11.5                          | 11.5                          | 11.2                          | 121.2                         |
| متوسط الأيام الممطرة (≥ 0.2 mm)              | 0.2                           | 0.1                           | 0.1                           | 1.1                           | 7.5                           | 10.9                          | 13.5                          | 12.4                          | 11.0                          | 5.1                           | 0.8                           | 0.3                           | 62.9                          |
| متوسط الأيام المثلجة (≥ 0.2 cm)              | 11.9                          | 9.1                           | 7.0                           | 3.8                           | 1.2                           | 0.0                           | 0.0                           | 0.3                           | 1.5                           | 7.9                           | 12.4                          | 12.2                          | 67.4                          |
| متوسط الرطوبة النسبية (%)                    | 72.2                          | 64.5                          | 51.8                          | 42.1                          | 38.2                          | 39.9                          | 46.0                          | 47.9                          | 54.5                          | 64.2                          | 75.2                          | 74.7                          | 55.9                          |
| ساعات سطوع الشمس الشهرية                     | 43.8                          | 105.5                         | 163.2                         | 238.5                         | 251.1                         | 266.7                         | 247.6                         | 226.5                         | 132.7                         | 84.9                          | 39.8                          | 26.8                          | 1٬827٫1                       |
| نسبة وصول أشعة الشمس                         | 21.4                          | 41.6                          | 44.8                          | 54.4                          | 46.8                          | 46.9                          | 43.8                          | 46.4                          | 34.1                          | 27.0                          | 17.8                          | 14.9                          | 36.7                          |
| متوسط مؤشر الأشعة فوق البنفسجية              | 0                             | 1                             | 1                             | 3                             | 4                             | 5                             | 5                             | 4                             | 2                             | 1                             | 0                             | 0                             | 2                             |
| المصدر: Environment Canada and Weather Atlas |                               |                               |                               |                               |                               |                               |                               |                               |                               |                               |                               |                               |                               |

## توأمة
لوايت هورس (يوكون) اتفاقيات توأمة مع:
- جونو

## أعلام
- تود هاردي
- بيير برتون
- واين جيم
- براين هوفمان
- ديفيد ميلر
- كانديس هوبكينز
- كيش